# Чемпіонат світу з легкої атлетики 2019 — біг на 10000 метрів (жінки)

Фініш фінального забігу

Змагання з бігу на 10000 метрів серед жінок на Чемпіонаті світу з легкої атлетики 2019 у Досі проходили 28 вересня на стадіоні «Халіфа».

## Напередодні змагань
На початок змагань основні рекордні результати були такими:
| WR | Алмаз Аяна (ETH)       | 29.17,45 | Ріо-де-Жанейро | 12 серпня 2016 |
| CR | Берхане Адере (ETH)    | 30.04,18 | Париж          | 23 серпня 2003 |
| WL | Летесенбет Гідей (ETH) | 30.37,89 | Генгело        | 17 липня 2019  |

Чемпіонка світу-2017 та володарка світового рекорду Алмаз Аяна хоч і була заявлена до участі в Досі, проте її шанси на перемогу оцінювались невисоко, зважачи на  подвійну операцію коліна, яку спортсменка перенесла в липні 2018. Через це основна увага спеціалістів була прикута до Сіфан Гассан та Геллен Обірі, які, незважачи на роль дебютанток у цій дисципліні, зуміли останнім часом себе зарекомендувати як потенційних претенденток на перемогу, а також на лідерку сезону Летесенбет Гідей.

## Результати
Перші 5 кілометрів фінального забігу спортсменки пробігли відносно повільно (за 15.32). Основна боротьба розгорнулась на другій частині дистанції. За чотири кола до фініша Летесенбет Гідей сильно прискорила темп і за 2 кола до фініша вона випереджала Сіфан Гассан та Агнес Джебет Тіроп на 10 метрів, від яких ще на 10 метрів відставала Геллен Обірі. На останньому колі Гассан (вона пробігла його за 61 секунду) своїм фірмовим ривком обійшла ефіопку та «привезла» їй майже 5 секунд на фініші.
| Місце | Атлетка                  | Час      | Примітки |
| ----- | ------------------------ | -------- | -------- |
| 1     | Сіфан Гассан (NED)       | 30.17,62 | WL       |
| 2     | Летесенбет Гідей (ETH)   | 30.21,23 | PB       |
| 3     | Агнес Джебет Тіроп (KEN) | 30.25,20 | PB       |
| 4     | Розмарі Ванджиру (KEN)   | 30.35,75 | PB       |
| 5     | Геллен Обірі (KEN)       | 30.35,82 | PB       |
| 6     | Сенбере Тефері (ETH)     | 30.44,23 | SB       |
| 7     | Сюзан Крюмінс (NED)      | 31.05,40 | PB       |
| 8     | Маріель Голл (USA)       | 31.05,71 | PB       |
| 9     | Моллі Гаддл (USA)        | 31.07,24 |          |
| 10    | Емілі Сіссон (USA)       | 31.12,56 |          |
| 11    | Нія Гітомі (JPN)         | 31.12,99 | SB       |
| 12    | Камілла Баскомб (NZL)    | 31.13,21 | PB       |
| 13    | Еллі Пашлей (AUS)        | 31.18,89 | PB       |
| 14    | Шинейд Дайвер (AUS)      | 31.25,49 | PB       |
| 15    | Стефані Твелл (GBR)      | 31.44,79 |          |
| 16    | Стелла Чесанг (UGA)      | 32.15,20 |          |
| 17    | Наташа Водак (CAN)       | 32.31,19 |          |
| 18    | Рейчел Чебет (UGA)       | 32.41,93 | PB       |
| 19    | Яманоуті Мінама (JPN)    | 32.53,46 |          |
| 20    | Джульєт Чеквел (UGA)     | 33.28,18 |          |
| 21    | Нецанет Гудета (ETH)     | —        | DNF      |
| 22    | Аліна Рех (GER)          | —        | DNF      |